# 格林尼治標準時間
| 2025年6月25日 17:51:35 (GMT) 立即更新時間 |

格林威治標準時間（縮寫：GMT）又稱格林威治平均時間，是指位於英國倫敦郊區的皇家格林威治天文台當地的平太阳时，因為本初子午線被定義爲通過那裡的經線。
自1924年2月5日開始，格林威治天文台負責每隔一小時向全世界發放調時訊號。
格林尼治标准时间的正午是指当平太阳横穿格林威治子午线时（也就是在格林威治上空最高点时）的时间。由于地球每天的自转是有些不规则的，而且正在缓慢减速，因此格林威治平时基於天文觀測本身的缺陷，目前已经被原子鐘報時的協調世界時（UTC）所取代。

## 历史
人们最初确定时间的方式是直接观测太阳在当地天空中的位置，例如使用日晷，这样测量出来的时间被称为地方真太阳时（local apparent solar time / local apparent time）。后来，人们为了解决「地球公转轨道不是正圆」和「黄道与赤道之间存在夹角」而造成的测出的时间的流逝不均匀的问题，以假想天体“平太阳”（mean Sun）为基准测量时间，而不再以真太阳为基准，这样测量出来的时间被称为地方平太阳时（local mean solar time / local mean time）。地方真太阳时和地方平太阳时的差异被称为均时差（equation of time）。
后来，格林尼治天文台所在地的地方平太阳时被定义为全世界的时间标准，被称为格林尼治平时（Greenwich Mean Time），“平时（mean time）”就是“平太阳时（mean solar time）”的意思。
后来，由于1925年以前人们在天文观测中，常常把每天的起始（0时）定为正午，而不是通常民用的午夜，给格林尼治平时的意义造成含糊，人们使用世界时（Universal Time, UT）一词来明确表示每天从午夜开始的格林尼治平时。
目前使用的世界时测算标准又称UT1。在UT1之前人们曾使用过UT0，但由于UT0没有考虑极移导致的天文台地理坐标变动的问题，因此测出的世界时不准确，现在已经不再被使用。在UT1之后，由于人们发现，因为地球自转本身不均匀的问题，UT1定义的时间的流逝仍然不均匀，于是人们又发展了一些对UT1进行平滑处理后的时间标准，包括UT1R和UT2，但它们都未能彻底解决定义的时间的流逝不均匀的问题，这些时间标准现在都不再被使用。
后来，人们为了彻底解决定义的时间的流逝不均匀的问题，开始使用原子钟定义时间。人们首先用全世界的原子钟共同为地球确立了一个均匀流动的时间，称为国际原子时（International Atomic Time, TAI）。然后，为了使定义的时间与地球自转相配合，人们通过在TAI的基础上不定期增减闰秒的方式，使定义的时间与世界时（UT1）保持差异在0.9秒以内，这样定义的时间就是协调世界时（Coordinated Universal Time, UTC）。UTC是目前全世界使用的时间标准。UTC与UT1之间的差异被称为DUT1。
目前，“格林尼治平时”一词在民用领域常常被认为与UTC相同，不过它在航海领域仍旧指UT1。由于此词作UTC使用时，其“平时”（平太阳时）的含义已部分缺失，所以在中文里又改称“格林尼治标准时间”。在台湾又因将“平时”（平太阳时）按外文字面翻译为“平均時間”，故又称“格林威治平均時間”。

## 參看
- 太陽時
- 地球日
- 恆星時
- 世界時（UT）
- 協調世界時（UTC）
- 國際原子時
- 格林尼治報時信號
- 網路時間協定